# Mikołaj Oelhaf
Nikolaus (Mikołaj) Hieronymus (Hieronimus) Oelhaf (Oelhafen, Ölhafen, Oelhafius, ur. 20 marca 1604 w Gdańsku, zm. 23 lipca 1643 tamże) – niemiecki lekarz i botanik.
Syn Joachima Oelhafa i Anny z domu Haveradt. Dzięki stypendium Rady Miasta Gdańsk mógł przez 3 lata studiować we Włoszech. W roku 1630 uzyskał promocję doktorską z zakresu medycyny i w krótkim czasie (1632) został lekarzem miejskim w Gdańsku. Ożenił się w 1637 roku z Adelgundą z domu Kneckerbart. Był lekarzem nadwornym Władysława IV Wazy.

## Działalność botaniczna
Mikołaj Oelhaf badał i opisywał szatę roślinną Gdańska i okolic. W 1643 opublikował niewielką, 80-stronicową książkę, zawierającą opisy 348 roślin leczniczych rosnących w okolicy miasta. Uporządkował rośliny według „Pinax theatri botanici” (1623) Gasparda Bauhina, dzieła stanowiącego przewodnik dla prac botanicznych w XVII wieku. Oelhaf w opisach gatunków zamieścił informacje o właściwościach leczniczych i porze kwitnienia, dane o występowaniu, dla części gatunków także synonimy łacińskie i nazwy niemieckie. Wymienił z okolic Gdańska m.in. brekinię i kotewkę orzecha wodnego – gatunki na przełomie XIX i XX wieku uznane już za wymarłe w Prusach Zachodnich.
Wcześniej lokalną florą Prus zajmował się Johann Wigand, ale to Mikołaj Oelhaf jest uznawany za pierwszego tutejszego botanika. „Elenchus plantarum”, choć nie pozbawione błędów, jest pierwszym dziełem zawierającym zestawienie pruskiej flory lokalnej. We wstępie Oelhaf pisał, że jego celem było wzbudzenie szerszego zainteresowania rodzimą florą i rzeczywiście – od opublikowania „Elenchus plantarum” zaczęła się rozwijać w Prusach lokalna florystyka. Uzupełnienie do tej publikacji opracował Christian Mentzel (1650), a w roku 1656 nowo opracowaną wersję wydał Lorenz Eichstaedt.

## Publikacja
- 1643: Elenchus plantarum circa nobile Borussorum Dantiscum sua sponte nascentium. Stettini, typis et impensis Georg Rhetl, ss. [8]+80+[18][5].